# 김진세 (축구 선수)
김진세(한국 한자: 金鎭世, 1997년 6월 14일 ~ )는 대한민국의 축구 선수이며, 포지션은 미드필더이다.